# Acacia crassifolia
Acacia crassifolia là một loài thực vật có hoa trong họ Đậu. Loài này được A. Gray miêu tả khoa học đầu tiên năm 1854.